# Unidad load/store
En ingeniería informática, una unidad load-store (LSU por sus siglas en inglés) es una unidad de ejecución especializada responsable de ejecutar todas las instrucciones load-store, generar direcciones virtuales de operaciones de carga y almacenamiento y cargar datos de la memoria o almacenarlos de vuelta a la memoria de registros.
La unidad load-store generalmente incluye una cola que actúa como un área de espera para las instrucciones de la memoria, y la unidad en sí misma funciona independientemente de otras unidades de procesador.
Las unidades load-store también se pueden usar en el procesamiento vectorial, y en tales casos se puede usar el término "vector load-store".
Algunas unidades de almacenamiento de carga también son capaces de ejecutar operaciones simples de punto fijo y/o enteros. 